# Plärrer (Nürnberg)

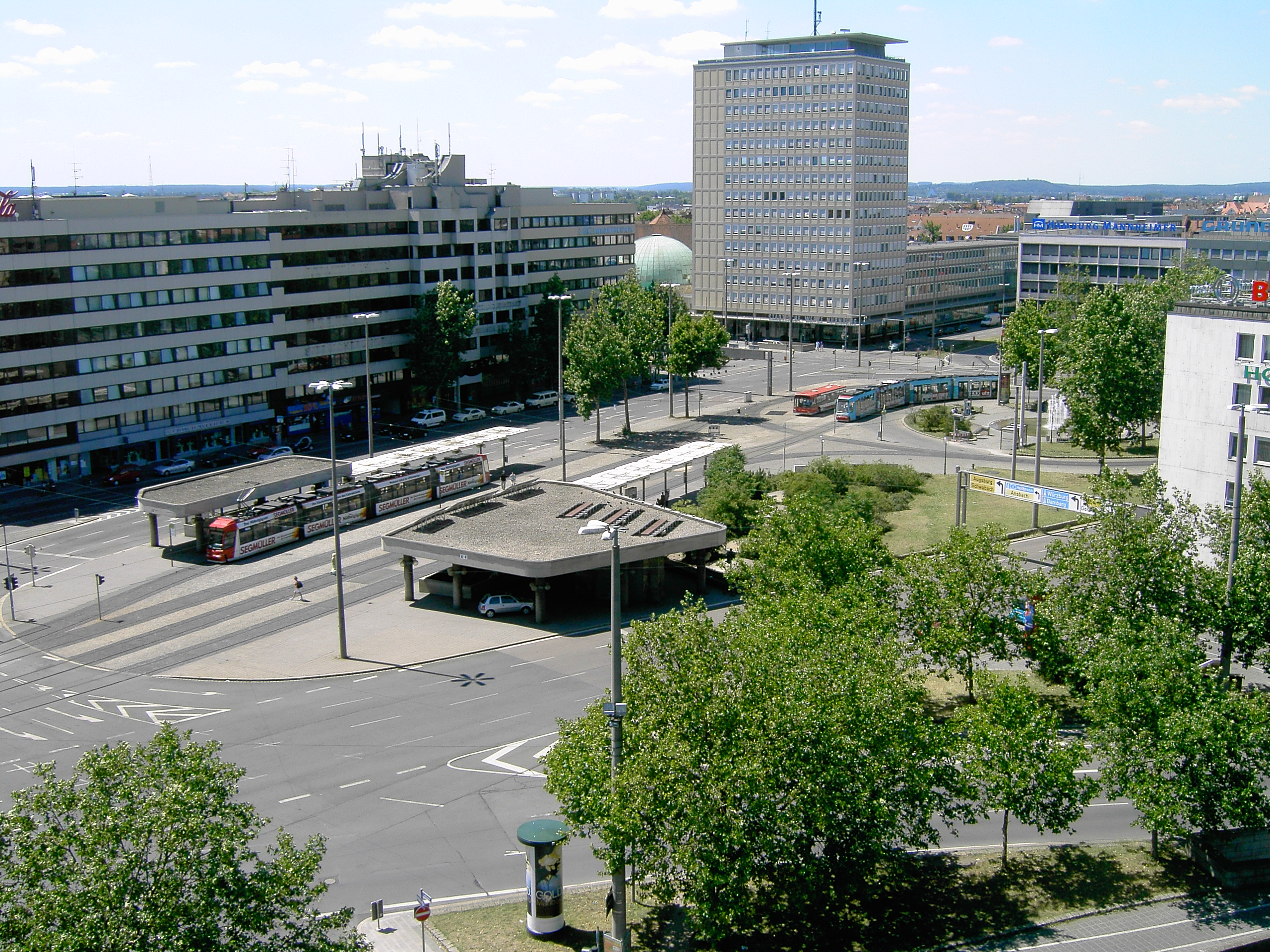
Plärrer, gesehen vom Spittlertorturm

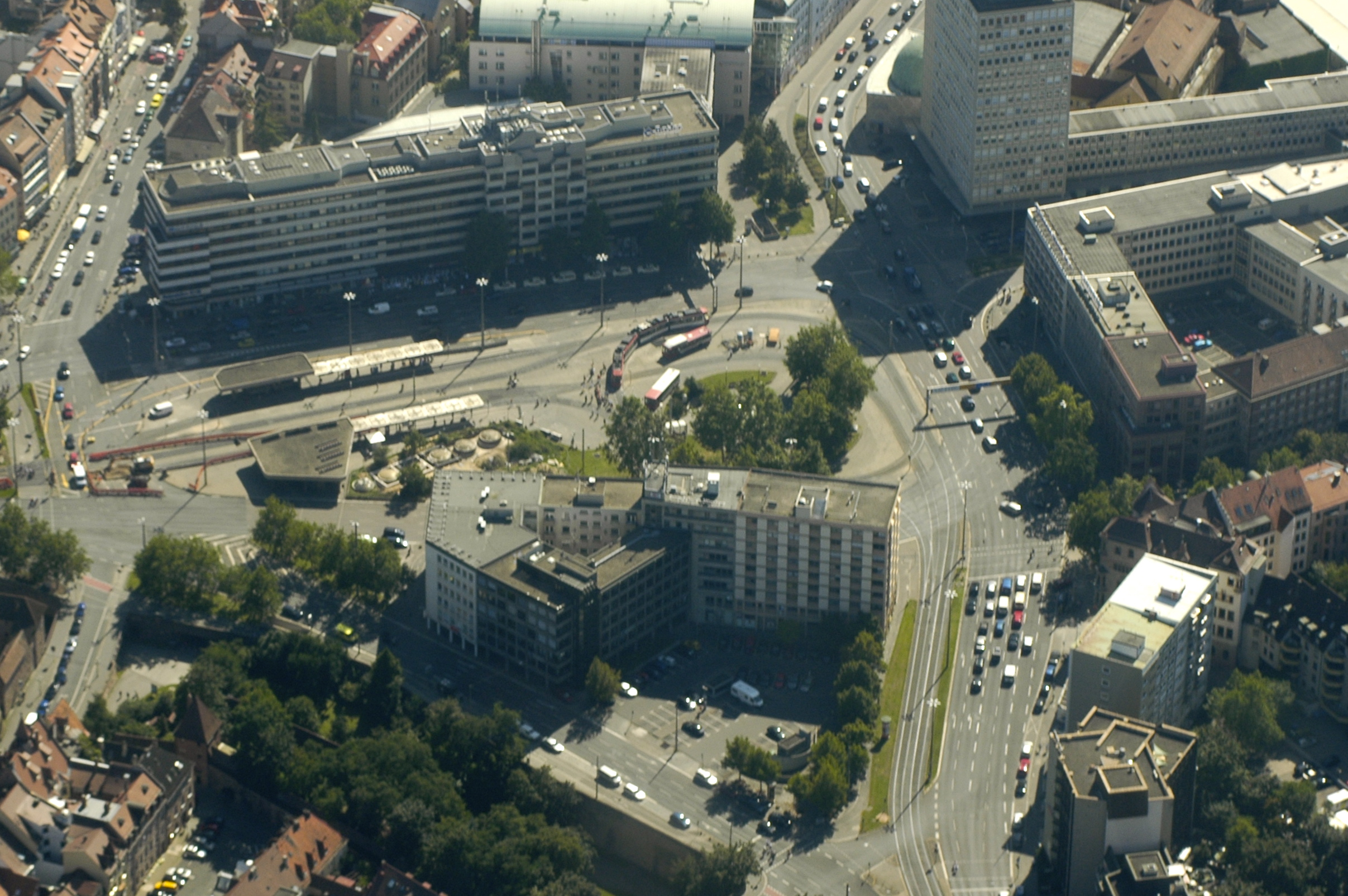
Luftaufnahme, 2009

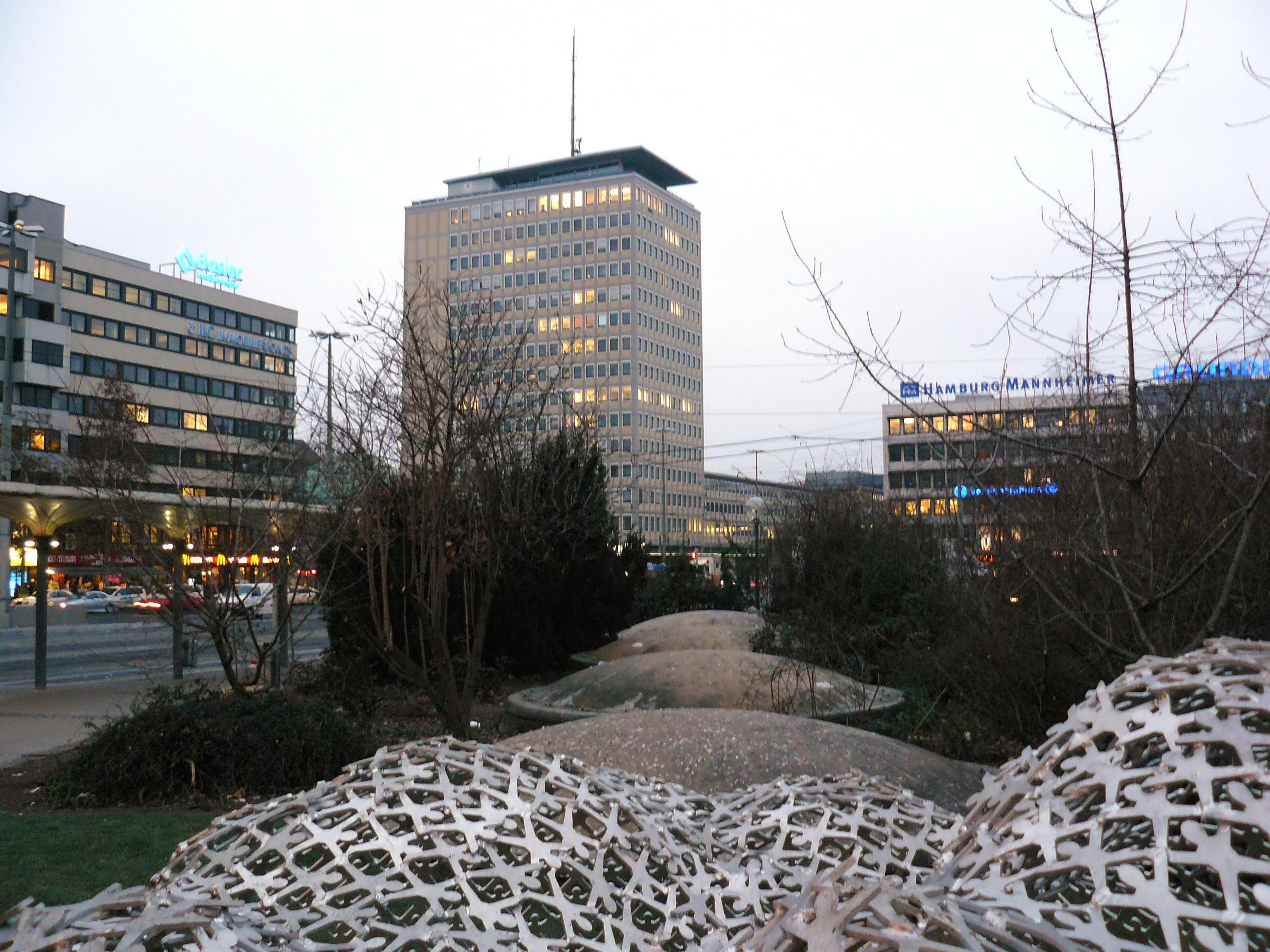
Plärrerhochhaus, Vordergrund: oberirdischer Teil des Zwangsarbeitermahnmals „Transit“ (seit 2007)

Der Plärrer ist ein großer, südwestlich vor der Stadtmauer gelegener Platz und einer der wichtigsten Verkehrsknoten in Nürnberg. Er befindet sich im Südosten des Bezirks Himpfelshof. Südlich schließt Gostenhof an, östlich Lorenz.
Das Wort Plärrer (ursprünglich Plerrer) leitet sich aus dem Mittelhochdeutschen ab und kommt vom sogenannten Plerre, was so viel wie „Freier Platz“ bedeutet. Im Mittelalter konnten Händler, die keine Konzession für die Märkte innerhalb der Stadtmauern Nürnbergs hatten, auf diesem freien Platz ihre Waren anpreisen.

## Verkehr

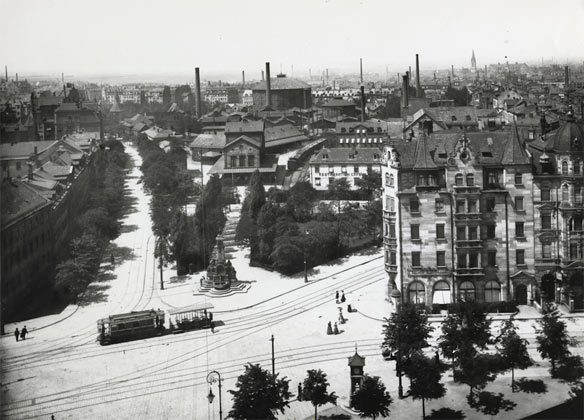
Plärrer mit dem Bahnhof der Bayerischen Ludwigsbahn, 1905

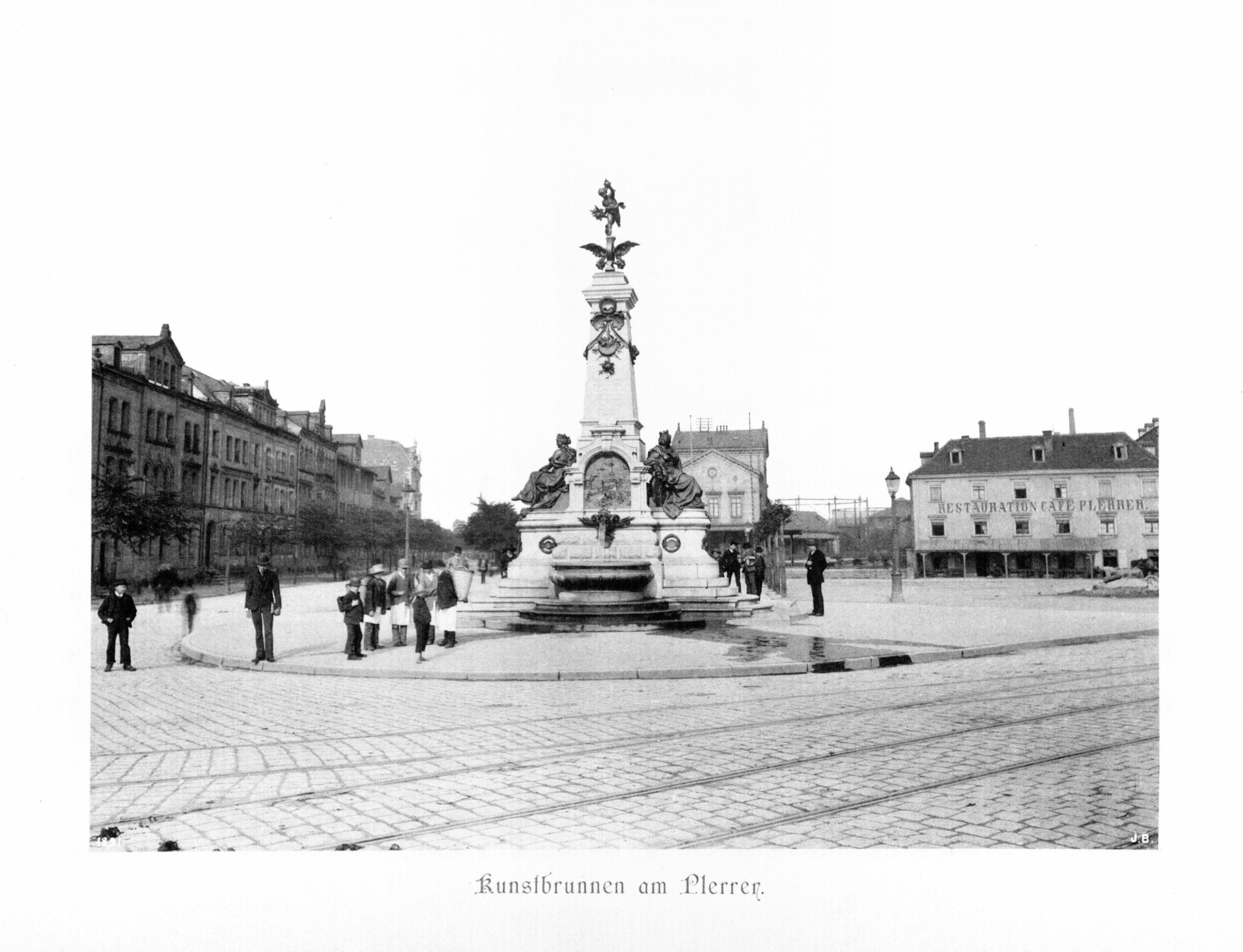
Ludwig-Eisenbahn-Denkmal an seinem ersten Standort am Plärrer, 1891

Vom Plärrer fuhr am 7. Dezember 1835 als erste deutsche Eisenbahn die Ludwigseisenbahn nach Fürth, gezogen vom „Adler“. Ab dem 13. November 1881 war der Plärrer außerdem Knotenpunkt der am 25. August des gleichen Jahres in Betrieb genommenen Pferdebahn. Anfangs waren es zwei, mit der Einführung des elektrischen Straßenbahnbetriebs 1896 fünf und in den 1930ern waren es schließlich bis zu dreizehn Linien, die den Plärrer anfuhren. In den Kriegsjahren wurde der Plärrer zerstört, jedoch konnte bereits am 13. Juni 1945 der Straßenbahnbetrieb bis Muggenhof wieder aufgenommen werden. Nach Abschluss des Netzwiederaufbaus stieg die Zahl der Linien, die den Plärrer anfuhren, wieder auf maximal 13 an.
Die 1972 in Betrieb genommene U-Bahn-Linie U1 erreichte am 20. September 1980 mit dem gleichlautenden U-Bahnhof den Plärrer, im Jahr 1984 startete die Linie U2 in Richtung Südwesten. Der mit dem Bau der U-Bahn verbundene Wegfall von Straßenbahnlinien hinterließ seine Spuren, da von den verbliebenen Straßenbahnlinien heute nur noch die Linien 4, 6 und 10 den Plärrer anfahren. Zudem ist der Plärrer Ausgangspunkt der Buslinien 34 Richtung Klinikum Nord und Friedrich-Ebert-Platz sowie 36, die vom Plärrer in Richtung Burgstraße und über den Rathenauplatz zum Doku-Zentrum fährt und dabei an einem der Großteil der Nürnberger Sehenswürdigkeiten vorbeifährt.
Bis zum Bau der Bundesstraße 4 R führten die Bundesstraßen 2, 4, 8 und 14 durch das Nürnberger Stadtgebiet und trafen sich am Plärrer.

## Geschichte des Plärrers und seiner Bauwerke
Als Nürnberg im Jahre 1806 zu Bayern kam und sich dadurch über die Stadtmauer, die damals noch die Stadtgrenze darstellte, hinaus ausbreiten konnte, war der Plärrer der erste Ort vor den Toren der Stadt, der mit einer städtischen Bebauung versehen wurde. In der Zeit von 1810 bis 1830 entstanden dort zunächst einfache, noch eher kleinstädtisch wirkende zweistöckige Häuser, unter anderem auch ein Gasthaus, das bis in die 1960er Jahre erhalten blieb.
Als 1835 die Ludwigseisenbahn von Nürnberg nach Fürth eröffnet wurde, wählte man den Plärrer als Ausgangspunkt und errichtete dort einen stattlichen Bahnhof (damals noch Eisenbahn-Hof genannt) samt Betriebsanlagen. Dadurch stieg die Bedeutung des Plärrers im öffentlichen Leben Nürnbergs noch weiter an, und zahlreiche öffentliche Einrichtungen wie das erste Gaswerk oder das erste moderne Badehaus in Nürnberg fanden dort ihren Platz.
Gegen Ende des 19. Jahrhunderts, Nürnberg war bereits stark gewachsen und der Plärrer lag nun schon mehr im Zentrum der Stadt, entwickelte sich der groß dimensionierte Platz schließlich zu der noch heute bekannten Verkehrsdrehscheibe. Die Randbebauung ersetzte man vor allem auf der Nord- und Westseite nun durch repräsentative Stadthäuser wie das Hansa-Haus (Fürther Straße 2) im historistischen Stil. Für die Fahrgäste der dort seit 1881 verkehrenden Straßenbahn Nürnberg errichtete man 1899 ein Wartehäuschen im Fachwerkstil samt Uhrentürmchen, das aber dem immer weiter zunehmenden Ansturm des Straßenbahnverkehrs schon bald nicht mehr gewachsen war.
Bereits gegen Ende der 1920er Jahre wurde der Platz schließlich komplett umgestaltet und die Straßenbahn-Haltestellenanlage weiter vom Spittlertor weg nach Westen gelegt, um eine bessere Platzausnutzung und kürzere Umsteigezeiten zu erreichen. In diesem Zuge errichtete man 1931 auch den sog. „Plärrer-Automat“, eine futuristisch wirkende Wartehalle des Architekten Walter Brugmann. Der Begriff leitet sich von dem darin installierten, großen Imbiss-Verkaufsautomaten (Schnellrestaurant) ab. Das im Stil der klassischen Moderne gehaltene Bauwerk überstand den Feldzug der Nationalsozialisten gegen die Moderne, wurde aber während der Luftangriffe 1945 teilweise zerstört, jedoch schon bald nach dem Krieg wiederhergestellt.
In der direkten Nachkriegszeit wurden die Verkehrswege am Plärrer neu verlegt, weswegen das Empfangsgebäude der Bayerischen Ludwigsbahn 1951 abgebrochen werden musste. Als erster Neubau wurde von 1952 bis 1953 das Plärrerhochhaus der Städtischen Werke errichtet, damals mit 56 Metern das höchste Bürogebäude Bayerns. 1958 wurde zwischen Volksbad und Plärrerhochhaus das Nicolaus-Copernicus-Planetarium erbaut, ebenfalls ein bedeutender Neubau aus der Epoche des Wiederaufbaus Nürnbergs nach dem Zweiten Weltkrieg (Architekt Wilhelm Schlegtendal). 1960 verkehrte der Nachbau der Lokomotive Adler zum 125-jährigen Jubiläum der Ludwigsbahn noch einmal vom Plärrer mit fünf Wagen auf der Straßenbahnstrecke nach Fürth. In den sechziger und siebziger Jahren wurde dann die größtenteils kriegszerstörte Randbebauung des Plärrers in Form von großen Bürogebäuden im schlichten Internationalen Stil wiederaufgebaut.

Als in den 1970er Jahren der U-Bahn-Bau am Plärrer einsetzte, erfuhr der Platz seine letzte große Umgestaltung und bekam schließlich sein heutiges Aussehen. 1977 wurde der Plärrer-Automat, dessen architekturgeschichtliche Bedeutung damals noch völlig unbeachtet blieb, für die Baugrube der U-Bahn abgerissen.
Die Bauarbeiten für die U-Bahn am Plärrer begannen am 13. Juni 1977, die Eröffnung am 20. September 1980 begangen. Die 171 m lange Station kostete 25 Millionen DM. Dabei wurden zwei große, überdachte U-Bahn-Zugänge in der typischen Beton-Architektur der 1970er Jahre errichtet. Zur Auflockerung des Platzes wurde auf seiner Westseite innerhalb einer 55 mal 60 Meter großen Straßenbahnwendeschleife ein Springbrunnen angelegt. Aus der sogenannten Plärrerfontäne steigt aus zwölf Rohren eine bis zu 18 m hohe Wasserfontäne auf.
An einem der U-Bahn-Eingänge befindet sich seit 2007 das Zwangsarbeiter-Mahnmal „Transit“.
Vor der COVID-19-Pandemie stiegen an Werktagen etwa 55.000 Menschen in U-Bahnen ein oder aus.

## Trivia
Das in Nürnberg geläufige geflügelte Wort „Dou gäids jo zou wäi am Blärrer“ (Hier geht’s ja zu wie am Plärrer) geht zurück auf Zeiten, in denen nicht wie heute der Autoverkehr auf dem Platz vorherrschte, sondern der Plärrer ein Handels- und Umschlagplatz für Waren und Neuigkeiten aller Art war und sich dort zu diesem Zweck den ganzen Tag sehr viele Menschen unterschiedlichster Herkunft trafen.
In Bezug auf die zentrale Lage des Plärrers und seine laute und bekannte Ausstrahlung wurde das Stadtmagazin Plärrer nach dem Platz benannt.